# Maria Negoiță
Maria Negoiță (ur. 6 grudnia 1986) – rumuńska lekkoatletka specjalizująca się w rzucie oszczepem.
Dziesiąta zawodniczka mistrzostw świata, które w 2009 roku odbyły się w Berlinie. W tym samym sezonie zdobyła brąz igrzysk frankofońskich. Wielokrotna reprezentantka Rumunii. 
Rekord życiowy: 62,20 (9 maja 2009, Onești).

## Osiągnięcia
| Rok  | Zawody                               | Miasto    | Lokata            | Rezultat |
| ---- | ------------------------------------ | --------- | ----------------- | -------- |
| 2004 | Mistrzostwa świata juniorów          | Grosseto  | el. - 17. miejsce | 48,77    |
| 2005 | Zimowy puchar Europy                 | Mersin    | 5. miejsce        | 49,47    |
| 2007 | Zimowy puchar Europy                 | Jałta     | 8. miejsce        | 46,95    |
| 2007 | Młodzieżowe mistrzostwa Europy       | Debreczyn | 4. miejsce        | 56,10    |
| 2008 | Zimowy puchar Europy                 | Split     | 2. miejsce        | 54,62    |
| 2009 | Zimowy puchar Europy                 | Teneryfa  | 6. miejsce        | 51,69    |
| 2009 | Mistrzostwa świata                   | Berlin    | 10. miejsce       | 57,65    |
| 2009 | Igrzyska frankofońskie               | Bejrut    | 3. miejsce        | 55,17    |
| 2010 | I liga drużynowych mistrzostw Europy | Budapeszt | 6. miejsce        | 53,45    |
| 2010 | Mistrzostwa Europy                   | Barcelona | el. – 15. miejsce | 55,68    |
| 2011 | Zimowy puchar Europy                 | Sofia     | 9. miejsce        | 50,81    |
| 2011 | I liga drużynowych mistrzostw Europy | Izmir     | 4. miejsce        | 54,16    |
| 2011 | Mistrzostwa krajów bałkańskich       | Sliwen    | 2. miejsce        | 55,60    |
| 2011 | Uniwersjada                          | Shenzhen  | 7. miejsce        | 53,55    |
| 2012 | Zimowy puchar Europy w rzutach       | Bar       | 9. miejsce        | 51,18    |
| 2012 | Mistrzostwa krajów bałkańskich       | Eskişehir | 3. miejsce        | 50,00    |